# Wilzenberg-Hußweiler
Wilzenberg-Hußweiler est une municipalité allemande située dans le land de Rhénanie-Palatinat et l'arrondissement de Birkenfeld.
Sa population était de 303 habitants en 2015.